# 환태평양 법률 및 정책 학술지
《환태평양 법률 및 정책 학술지》(영어: Pacific Rim Law & Policy Journal)는 워싱턴주의 워싱턴 대학교 법학부가 연 3회씩 출판하는 학술 잡지다. 1992년 에 단 페노 헨더슨이 창간하였다.
학술지는 독점금지법, 근본법, 기업지배구조, 환경법, 지적재산권법을 포함하는 내용으로 구성되어 있으며, 지역은 동아시아, 러시아, 동남아시아 및 태평양과 관련이 있다. 그 밖에도, 중앙아메리카와 남아메리카의 여러 나라들과 그 지역과 관련성 있는 환태평양 및 공해와 관련이 있는 주제를 다루며, 이는 법학부생들이 편집한다. 2011년부터 주필은 '티아 애네자 살젠트'가 맡고 있다.